# 二重メルセンヌ数
二重メルセンヌ数（にじゅうメルセンヌすう）は、数学において以下の形で表されるメルセンヌ数である。
{\displaystyle M_{M_{p}}=2^{2^{p}-1}-1}（pは素数）

## 例
二重メルセンヌ数の最初の4項は以下の通り オンライン整数列大辞典の数列 A077586:
{\displaystyle M_{M_{2}}=M_{3}=7}
{\displaystyle M_{M_{3}}=M_{7}=127}
{\displaystyle M_{M_{5}}=M_{31}=2147483647}
{\displaystyle M_{M_{7}}=M_{127}=170141183460469231731687303715884105727}

## 二重メルセンヌ素数
二重メルセンヌ数であり、かつ素数である数は二重メルセンヌ素数と呼ばれる。メルセンヌ数 Mp は p が素数である場合のみ素数となるため（証明はメルセンヌ数参照）、二重メルセンヌ素数 {\displaystyle M_{M_{p}}}は Mp それ自体がメルセンヌ素数となる場合のみ素数となる。Mp が素数となるpの最初の値において、p = 2, 3, 5, 7のとき{\displaystyle M_{M_{p}}}は素数となり、p = 13, 17, 19および31のときの {\displaystyle M_{M_{p}}}の陽因数が見つかっている。
| {\displaystyle p} | {\displaystyle M_{p}=2^{p}-1} | {\displaystyle M_{M_{p}}=2^{2^{p}-1}-1} | {\displaystyle M_{M_{p}}}の素因数分解                                                                                             |
| ----------------- | ----------------------------- | --------------------------------------- | --- |
| 2                 | 3                             | 素数                                    | 7 |
| 3                 | 7                             | 素数                                    | 127 |
| 5                 | 31                            | 素数                                    | 2147483647 |
| 7                 | 127                           | 素数                                    | 170141183460469231731687303715884105727                                                                                           |
| 11                | 素数ではない                  | 素数ではない                            | 47 × 131009 × 178481 × 724639 × 2529391927 × 70676429054711 × 618970019642690137449562111 × ...                                   |
| 13                | 8191                          | 素数ではない                            | 338193759479 × 210206826754181103207028761697008013415622289 × ...                                                                |
| 17                | 131071                        | 素数ではない                            | 231733529 × 64296354767 × ... |
| 19                | 524287                        | 素数ではない                            | 62914441 × 5746991873407 × 2106734551102073202633922471 × 824271579602877114508714150039 × 65997004087015989956123720407169 × ... |
| 23                | 素数ではない                  | 素数ではない                            | 2351 × 4513 × 13264529 × 76899609737 × ...                                                                                        |
| 29                | 素数ではない                  | 素数ではない                            | 1399 × 2207 × 135607 × 622577 × 16673027617 × 4126110275598714647074087 × ...                                                     |
| 31                | 2147483647                    | 素数ではない                            | 295257526626031 × 87054709261955177 × 242557615644693265201 × 178021379228511215367151 × ...                                      |
| 37                | 素数ではない                  | 素数ではない                            | |
| 41                | 素数ではない                  | 素数ではない                            | |
| 43                | 素数ではない                  | 素数ではない                            | |
| 47                | 素数ではない                  | 素数ではない                            | |
| 53                | 素数ではない                  | 素数ではない                            | |
| 59                | 素数ではない                  | 素数ではない                            | |
| 61                | 2305843009213693951           | 不明                                    | （4×1033より小さい素因数はない）                                                                                                  |

次の二重メルセンヌ素数の最小の候補は、{\displaystyle M_{M_{61}}}= 22305843009213693951 − 1である。この数はおよそ1.695×10694127911065419641であるため、現在知られている素数判定法で扱うには大きすぎる。4×1033より小さい素因数はない。現在知られている4つ以外に二重メルセンヌ素数はおそらくないと考えられている。
{\displaystyle M_{M_{p}}}（pはn番目の素数）の素因数は以下の通り
7, 127, 2147483647, 170141183460469231731687303715884105727, 47, 338193759479, 231733529, 62914441, 2351, 1399, 295257526626031, 18287, 106937, 863, 4703, 138863, 22590223644617, ... （次は4×1033より大きい） オンライン整数列大辞典の数列 A263686

## カタラン・メルセンヌ数予想
{\displaystyle M_{p}}の代わりに {\displaystyle M(p)}と書く。二重メルセンヌ数は、これを再帰的に定義した数列の特別な場合である。
2, M(2), M(M(2)), M(M(M(2))), M(M(M(M(2)))), ... オンライン整数列大辞典の数列 A007013
これをカタラン・メルセンヌ数という。カタランは、1876年にされたリュカによるM(127)=M(M(M(M(2)))) の素数の発見ののちに、この数列を思いついた。 カタランは、「ある限度まで」は素数であると推測した。最初の5項（M127未満）は素数であるが、それ以上の数は非常に大きいため、素数であることを（妥当な時間内に）証明する既知の方法はない。しかし、MM127 が素数でない場合、小さい素数pをいくつか法にすることでMM127 を計算して見つけることができる（再帰的冪剰余を用いる。結果の残差が0の場合、pはMM127 の因数であるため、その素数性を反証できる。MM127 はメルセンヌ数であるため、その素因数pは、2·k·M127+1の形でなければならない）。

## 関連文献
- Dickson, L. E. (1971) [1919], History of the Theory of Numbers, New York: Chelsea Publishing.